# Clarisse Agbegnenou
Clarisse Bogdanna Agbegnenou (ur. 25 października 1992 w Rennes) – francuska judoczka, multimedalistka igrzysk olimpijskich, siedmiokrotna mistrzyni świata, sześciokrotna mistrzyni Europy, dwukrotnie złota i srebrna medalistka igrzysk europejskich. Startowała w Pucharze Świata w 2010 i 2017 roku
Dorastała w Asnieres. Jej ojciec, Victor Agbegnenou, jest togijskim naukowcem, jej matką jest Pauline. Clarisse ma trzech braci.
Ukończyła HEC Paris.

## Igrzyska olimpijskie
| Runda       | Przeciwniczka    | Wynik     | Osiągnięcie |
| ----------- | ---------------- | --------- | ----------- |
| 1. runda    | Wolny los        | Wolny los | srebro      |
| 2. runda    | Büşra Katipoğlu  | W 102–000 | srebro      |
| Ćwierćfinał | Anicka van Emden | W 101–000 | srebro      |
| Półfinał    | Miku Tashiro     | W 000–000 | srebro      |
| Finał       | Tina Trstenjak   | P 000–101 | srebro      |

## Odznaczenia
- Chevalier Orderu Legii Honorowej – 2021[3]
- Officier Orderu Narodowego Zasługi – 2024[4]
- Chevalier Orderu Narodowego Zasługi – 2016[5]